# Nakaguchi Masafumi
Masafumi Nakaguchi (sinh ngày 10 tháng 4 năm 1972) là một cầu thủ bóng đá người Nhật Bản.

## Sự nghiệp câu lạc bộ
Masafumi Nakaguchi đã từng chơi cho Gamba Osaka.